# Can't Move Me
«Can't Move Me» es un sencillo de Ca$his junto a Young De, miembro de "Bogish Brand Entertainment", con el rapero "Mitchy Slick", el sencillo es del mixtape "Homeland Security", de Cashis & Young De, lanzado con Shady Records, Shadyville y ThisIs50, fue producido por Rikanatti.

## Video musical
El video musical para Can't Move Me fue dirigido por "Matt Alonzo", con la producción de "Modern Artists" y Skee TV, del productor musical DJ Skee, fue grabado en Orange County, California, en el video aparecen los 3 raperos, repentinamente en las calles de la ciudad, dentro de un edificio abandonado, y en el techo de otro edificio.
- Datos: Q5746193